# محمد مختار
محمد مختار (من مواليد 28 مايو 1953 في بريطانيا) هو ممثل ومنتج مصري. عمل في جامعة الدول العربية من عام 1976 حتى بداية دخوله المجال السينمائي عام 1980 حيث كان أول أفلامه فيلم الباطنية لنادية الجندي

## حياته الخاصة
كان المنتج محمد مختار متزوجاً من نادية الجندي لكن ٱنفصلا وأصبحا أصدقاء.، ثم تزوج من رانيا يوسف وأنجب منها ابنتين هما نانسي وياسمين، وانفصلا بعد ذلك ولم يُبدوا أسباب لانفصالهما.

## أهم الأفلام التي أنتجها
- بونو بونو (2000)
- أمن دولة (1999)
- 48 ساعة في إسرائيل (1998)
- اغتيال (1996)
- الجاسوسة حكمت فهمي (1994)
- الشطار (1993)
- مهمة في تل أبيب (1992)
- عصر القوة (1991)
- شبكة الموت (1990)
- الإرهاب (1989)
- ملف سامية شعراوي (1988)
- عزبة الصفيح (1987)
- الضائعة (1986)
- المدبح (1985)
- جبروت امرأة (1984)
- خمسة باب (1983)
- وكالة البلح (1982)
- الباطنية (1980)